# Marek Hilšer
Marek Hilšer (* 23. března 1976 Chomutov) je český politik, lékař, vysokoškolský pedagog, vědec a občanský aktivista. Vystudoval mezinárodní vztahy a medicínu na Univerzitě Karlově. Od roku 2007 působí na její 1. lékařské fakultě jako vyučující a vědecký pracovník; v rámci svého bádání se zaměřuje na boj s rakovinou. V roce 2011 a 2012 se zúčastnil lékařské mise s organizací ADRA.
Kandidoval v prezidentských volbách 2018, kde se v prvním kole umístil na 5. místě se ziskem 454 949 hlasů (8,83 %). V listopadu 2019 oznámil, že bude znovu kandidovat na post prezidenta republiky, a to ve volbách v roce 2023. V těchto volbách získal 2,56 % hlasů a skončil na 6. místě.
V letech 2018 až 2024 byl také senátorem za obvod č. 26 – Praha 2.

## Osobní život
Narodil se v roce 1976 v Chomutově. Dětství prožil na sídlišti Březenecká. V červnu roku 1989 se rodina rozhodla emigrovat do Španělska, usadila se v Madridu. Rok po sametové revoluci se vrátila zpět do Československa.
Po absolvování gymnázia byl přijat ke studiu mezinárodních vztahů na Fakultu sociálních věd UK. V roce 1999 odjel do Spojených států, kde se živil jako kopáč, stěhovák nebo instalatér.
Po návratu z USA nastoupil v roce 2004 ke studiu na 1. lékařské fakultě Univerzity Karlovy. V roce 2007 se stal členem předsednictva univerzitního Akademického senátu.
Od roku 2007 působí jako pedagog a vědecký pracovník na 1. lékařské fakultě v Ústavu biochemie a experimentální onkologie.
V letech 2011 a 2012 se účastnil lékařské mise humanitární organizace ADRA a působil jako dobrovolník v lékařském zařízení v Keni.
Je ženatý, jeho žena Monika Hilšerová je lékařka záchranné služby. V srpnu 2018 se jim narodila dcera Sofie. V srpnu 2021 se jim narodil syn Antonín.

## Politické a občanské aktivity
V rámci studia mezinárodních vztahů absolvoval v roce 1997 stáž jako asistent předsedy Zahraničního výboru Poslanecké sněmovny a lidoveckého poslance Viléma Holáně.
V roce 2008 organizoval protesty proti záměru tehdejšího ministra zdravotnictví Tomáše Julínka (ODS) privatizovat fakultní nemocnice změnou jejich právní formy na akciové společnosti s menšinovým podílem univerzit. Vláda od záměru nakonec ustoupila.
Roku 2012 jako spolupořadatel demonstrací během tzv. Týdne neklidu vystupoval proti připravovaným reformám ministra školství Josefa Dobeše (VV), které měly podle organizátorů zasáhnout do akademických svobod. Svůj protest vyjádřili shazováním melounů z terasy budovy Právnické fakulty UK jako symbolu 90 milionů korun, za které byla reforma připravena. Ministr Dobeš byl po několika týdnech z vlády odvolán.
V říjnu 2014 se v rámci happeningové akce skupiny oMen spolu s Holanďanem Otakarem van Gemundem na tiskové konferenci Úřadu vlády svlékl do půl těla a vztyčením vlajek Evropské unie a NATO podpořil tehdejšího premiéra Bohuslava Sobotku v jeho postoji k dění na Ukrajině. Po třech letech hodnotil tuto akci jako vydařenou, neboť se skupině podařilo upozornit na daný problém a ukázat, že „nejsou ovce“.

## Politické postoje
V otázkách zahraniční politiky je příznivcem silného partnerství s Evropskou unií a NATO.
Členství v EU je podle něj pro ČR přínosné – 80% exportu míří totiž právě do ostatních členských států. Vystoupením z Unie by se tedy snížila životní úroveň obyvatel. Naopak je proti sbližování s Ruskem či Čínou. Rusko dokonce označil za diktátorský a polofašistický stát, jako prezident by však prý vystupoval více diplomaticky. V roce 2022 vyzval vládu k podpoře Ruskem napadené Ukrajiny, a to humanitární pomocí a dodáním zbraní.
Je pro zachování institutu milosti, neboť dovede reflektovat reálné situace, na které právo nepamatuje a kdy je třeba zohledňovat individuální lidská a humanitární hlediska. Není však zastáncem amnestie.
Není proti legalizaci marihuany. Je pro přijímání uprchlíků, kolem dvou tisíc uprchlíků je podle něj zvládnutelný počet, je proti stavění plotů na hranicích.

## Kandidatura na prezidenta

### Volby 2018

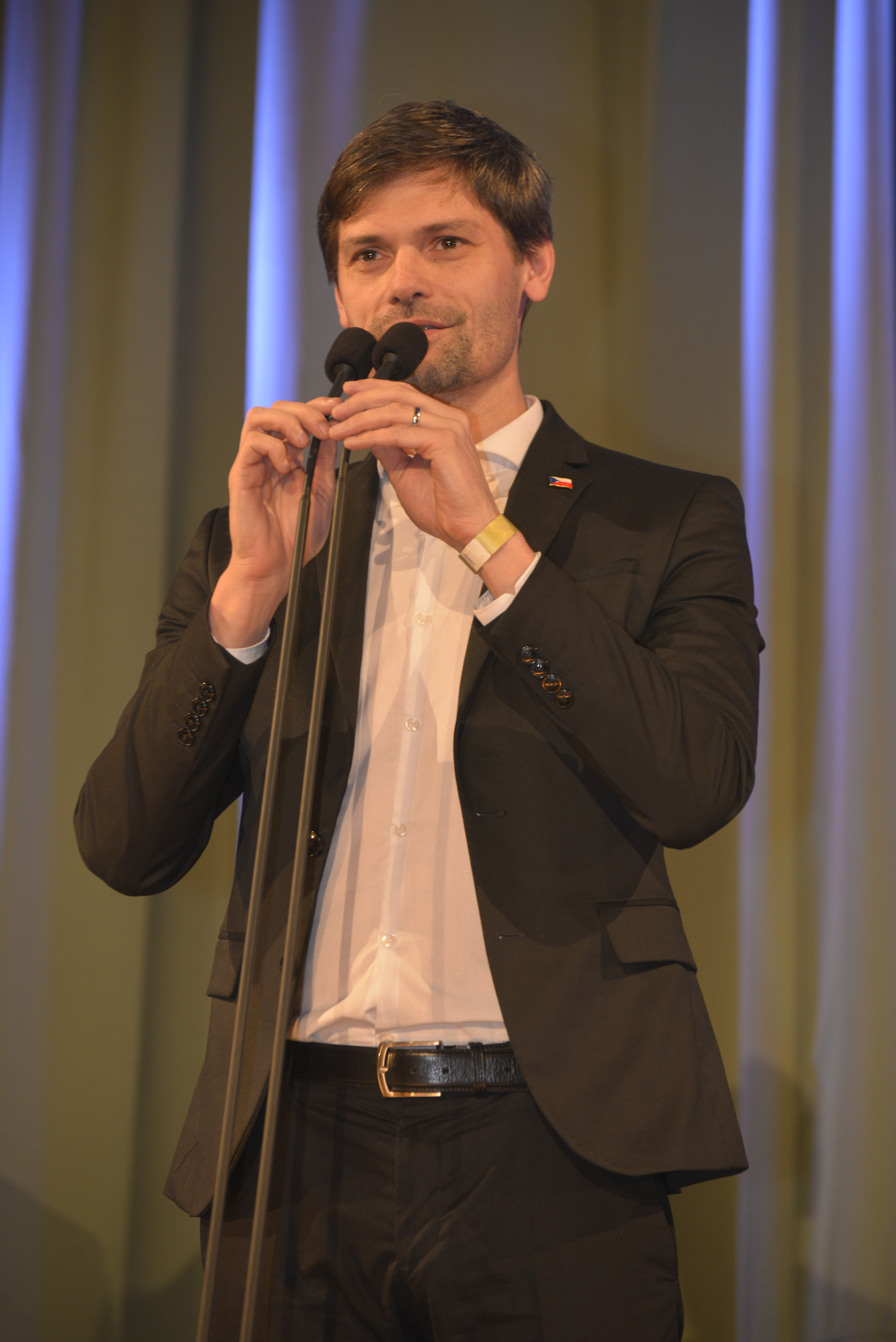
Marek Hilšer v kampani Jiřího Drahoše

V červenci 2016 Marek Hilšer veřejně oznámil svůj zájem kandidovat v prezidentských volbách 2018. V listopadu 2017 se díky podpoře 11 senátorů stal jedním z devíti prezidentských kandidátů, sehnal i 43 850 podpisů občanů, což by ke kandidatuře nestačilo. Podpořili ho například senátoři ze stran Zelení, ČSSD a KDU-ČSL.
Svůj program stavěl na pojetí politiky jako služby lidem. Chtěl by se věnovat tématům spojeným se školstvím či s pomocí lidem v dluhových pastích. Témata tak má společná například se Starosty nebo s KDU-ČSL.
Heslo prezidentské kampaně Marka Hilšera bylo „Budoucnost je na nás“. Byl nejmladším z devíti uchazečů o místo na Hradě.
Po skončení prvního kola vyjádřil, spolu s dalšími neúspěšnými kandidáty Pavlem Fischerem, Michalem Horáčkem, Vratislavem Kulhánkem a Mirkem Topolánkem, podporu Jiřímu Drahošovi do druhého kola a vyzval své voliče, aby ho volili. Spolu s Pavlem Fischerem a Michalem Horáčkem se také v druhém kole podíleli aktivně na kampani ve prospěch Jiřího Drahoše.

### Volby 2023

#### Oznámení kandidatury, sběr podpisů a registrace kandidátní listiny
Svou v pořadí již druhou kandidaturu na prezidenta oznámil Hilšer v listopadu 2019. O prezidentské křeslo se chtěl ucházet jako občanský kandidát. Dne 28. října 2021 oznámil prostřednictvím videa na YouTube zahájení sběru podpisů. Od února 2022 pořádal setkání, výlety a debaty s občany. Díky podpisům 13 senátorů ho dne 25. listopadu 2022 Ministerstvo vnitra do volby prezidenta úspěšně zaregistrovalo.

#### Financování kampaně
Kampaň financoval z příspěvků od občanů, případně z darů od malých a středních podnikatelů. Jeho kandidaturu finančně podporovalo také hnutí Marek Hilšer do Senátu. Dary od velkých soukromých sponzorů Hilšer veřejně odmítal.

#### Téma kampaně
Hilšer stavěl svou kandidaturu na 5 bodech, kterými byly:
1. Stát je tu pro nás pro všechny
2. Spravedlnost je rovnost
3. Dostupné bydlení, boj proti obchodu s chudobou
4. Moderní energetika
5. Prezident s lidmi v dobrém i zlém

#### Podpora
V červnu 2022 podpořila jeho kandidaturu na prezidenta advokátka Klára Long Slámová poté, co z těchto voleb sama odstoupila z důvodu, že „z prezidentských kampaní se bohužel nyní stala fraška.“
Volební průzkum agentury Ipsos z července roku 2022 zařadil Marka Hilšera na průběžné čtvrté místo se ziskem 7,5 % hlasů. Volební potenciál u něho dosáhl 15,8 procent. V prosinci 2022 poklesla jeho voličská podpora dle průzkumů na přibližně 4 %.
V anketě členů České pirátské strany, týkající se volby prezidenta, získal Marek Hilšer třetí místo po dalších dvou kandidátech.
Hilšerovu kandidaturu podpořilo 13 senátorů, konkrétně Miroslav Balatka (STAN), Michael Canov (SLK), Jiří Drahoš (nestr. za STAN), Zdeněk Hraba (nestr. za ODS), Pavel Kárník (nestr. za STAN), Marek Ošťádal (STAN), Miroslav Plevný (nestr. za STAN), Přemysl Rabas (nestr. za SEN 21), David Smoljak (STAN), Adéla Šípová (nestr. za Piráti), Petr Štěpánek (STAN), Ivo Trešl (STAN) a Karel Zitterbart (nestr. za STAN).
Kandidaturu Marka Hilšera podpořili také dokumentarista Martin Vadas, ředitelka neziskové organizace Home for Trees Michaela Weissová a Gabriela Svárovská z Asociace mezinárodních otázek.
Se ziskem 142 908 hlasů (2,56 %) skončil ve volbách na šestém místě z osmi, a do druhého kola voleb tak nepostoupil. Po skončení prvního kola vyjádřil společně s dalšími neúspěšnými prezidentskými kandidáty Danuší Nerudovou, Pavlem Fischerem a Karlem Divišem podporu Petru Pavlovi do druhého kola.

## Kandidatura do Senátu

### 2018
V únoru 2018 oznámil, že bude kandidovat do Senátu PČR ve volbách na podzim 2018. Kandidoval v Praze, a to v obvodu č. 26 – Praha 2. V červnu 2018 se stal předsedou hnutí Marek Hilšer do Senátu.
Se ziskem 44,45 % hlasů vyhrál první kolo voleb a ve druhém kole porazil nestraníka za Piráty a hnutí VIZE Libora Michálka poměrem hlasů 79,75 % : 20,24 % a stal se senátorem. Ještě v říjnu 2018 pak oznámil, že se stane členem Senátorského klubu Starostové a nezávislí.

### 2024
Ve volbách do Senátu PČR v roce 2024 obhajoval mandát v obvodu č. 26 – Praha 2 za koalici hnutí MHS a Pirátů, jeho kandidaturu podpořili také Zelení. V prvním kole se umístil jako první se ziskem 29,42 % hlasů, mandát však ve druhém kole neobhájil, když získal 45,47 % hlasů (5 298 hlasů) a senátorem byl zvolen Miroslav Bárta za koalici STAN a TOP 09. Po prohře mj. řekl: „Je to smutné, boj proti klientelismu a korupci prohrál s teoriemi a pohádkami o zániku civilizací.“